# Analong
Analong chuanjieensis
Genre
Espèce
Analong (signifiant « dragon d'Ana ») est un genre éteint de dinosaures sauropodes Mamenchisauridae de la formation de Chuanjie (en) dans le Yunnan, en Chine. Le type et la seule espèce est Analong chuanjieensis.

## Découverte et dénomination
L'holotype, LFGT LCD 9701-1, découvert en 1995, a été en 2011 attribué au genre contemporain Chuanjiesaurus [2]. Cependant, en 2020, Ren et al. ont noté plusieurs différences entre lui et l'holotype de Chuanjiesaurus, et l'ont donc attribué à un nouveau taxon, Analong chuanjieensis. Le « nom binomial » signifie « dragon d'Ana de Chuanjie », où Ana est le village de la province du Yunnan où l'holotype a été trouvé.

## Classification
Dans une analyse phylogénétique, Analong a été trouvé par ses descripteurs comme étant le Mamenchisauridae le plus ancien. Leur arbre phylogénétique des Mamenchisauridae est reproduit ci-dessous :
|  | Yuanmousaurus jiangyiensis                                                        |
|  |                                                                                   |
|  | \| \| Mamenchisaurus youngi \| \| \| \| \| \| Chuanjiesaurus anaensis \| \| \| \| |
|  |                                                                                   |
|  | Mamenchisaurus youngi                                                             |
|  |                                                                                   |
|  | Chuanjiesaurus anaensis                                                           |
|  |                                                                                   |

|  | Mamenchisaurus youngi   |
|  |                         |
|  | Chuanjiesaurus anaensis |
|  |                         |

|  | Yuanmousaurus jiangyiensis                                                        |
|  |                                                                                   |
|  | \| \| Mamenchisaurus youngi \| \| \| \| \| \| Chuanjiesaurus anaensis \| \| \| \| |
|  |                                                                                   |
|  | Mamenchisaurus youngi                                                             |
|  |                                                                                   |
|  | Chuanjiesaurus anaensis                                                           |
|  |                                                                                   |

|  | Mamenchisaurus youngi   |
|  |                         |
|  | Chuanjiesaurus anaensis |
|  |                         |

|  | Yuanmousaurus jiangyiensis                                                        |
|  |                                                                                   |
|  | \| \| Mamenchisaurus youngi \| \| \| \| \| \| Chuanjiesaurus anaensis \| \| \| \| |
|  |                                                                                   |
|  | Mamenchisaurus youngi                                                             |
|  |                                                                                   |
|  | Chuanjiesaurus anaensis                                                           |
|  |                                                                                   |

|  | Mamenchisaurus youngi   |
|  |                         |
|  | Chuanjiesaurus anaensis |
|  |                         |

|  | Yuanmousaurus jiangyiensis                                                        |
|  |                                                                                   |
|  | \| \| Mamenchisaurus youngi \| \| \| \| \| \| Chuanjiesaurus anaensis \| \| \| \| |
|  |                                                                                   |
|  | Mamenchisaurus youngi                                                             |
|  |                                                                                   |
|  | Chuanjiesaurus anaensis                                                           |
|  |                                                                                   |

|  | Mamenchisaurus youngi   |
|  |                         |
|  | Chuanjiesaurus anaensis |
|  |                         |